# Sunkist-Trinkpäckchen
Das Erfrischungsgetränk Sunkist wurde als Sunkist-Trinkpäckchen bis in die 1990er Jahre von der Reinbeker Firma  Rickertsen hergestellt und abgefüllt. Das Getränk hatte keine Kohlensäure und wurde in tetraederförmiger Verpackung vertrieben. Es wurde in den 1960er Jahren als eines der ersten Trinkpäckchen in einer Einwegverpackung auf den deutschen Markt gebracht.

## Geschichte

### Vorgeschichte
Bereits 1908 hatte die Marketingagentur Lord & Thomas den Namen Sunkist (sun-kissed, von der Sonne geküsst) als Markenname für Orangen der 1893 in Claremont gegründeten The California Fruit Growers Exchange entwickelt. Am 18. Mai 1951 brachte die Firma Tetra Pak einen neuartigen, kunststoffbeschichteten Getränkekarton für Milch in Form eines Tetraeders auf den Markt.

### Sunkist-Dreieck
1964 erwarb die Rickertsen Produktions-Gesellschaft mbH eine Lizenz für die Vermarktung eines kohlensäurefreien Orangen-Erfrischungsgetränkes aus fertigem Konzentrat der California Fruit Growers unter dem Namen Sunkist. Am 26. Mai 1964 begann man bei Rickertsen in Reinbek mit der Abfüllung in die tetraederförmigen 0,19 l kleinen Packungen von Tetra-Pak, denen ein Trinkhalm angeklebt war. Die Vermarktung dieser Trinkpäckchen erfolgte dabei nicht über Getränkemärkte, sondern über den Lebensmitteleinzelhandel, und Sunkist wurde bis in die 1970er Jahre in Deutschland zu einem der bekanntesten Getränke und Mitbegründer einer neuen Gattung von Getränken „to-go“.

### Relaunch
Am 18. April 1996 übernahm die Altmühltaler Mineralbrunnen GmbH & Co. KG von der Rickertsen Getränke Vertrieb GmbH & Co. KG, Hamburg, den Vertrieb der Sunkist Fruchtgetränke und Limonaden. Die Produktion erfolgte weiter bei Rickertsen.
Im Jahr 2017 kam es zu einem erneuten Relaunch. Zuständig für Entwicklung und Vertrieb ist seitdem die CTP Germany GmbH aus Langenfeld.